# Daewoo K2
Daewoo K2 — южнокорейский автомат, созданный на основе K1 для замены американских автоматов М16А1.
Штурмовая винтовка Daewoo K2 была создана в 1984 году южно-корейской компанией Daewoo Precision Industries - подразделением крупного индустриального концерна Daewoo, более известного как производитель автомобилей, электроники и бытовой техники. Новая винтовка предназначалась для замены устаревающих винтовок М16А1 американской разработки, производившихся по лицензии в Южной Корее.

## Описание
Конструкция данной модели имеет много общего с американским автоматом M16A1, но имеются и улучшения, которые были позаимствованы у советского автомата AK-47. В первую очередь модифицирован газоотводный механизм. 
К2 имеет газоотводный механизм с длинным ходом газового поршня, аналогичный автомату Калашникова. Демпфер отката затвора отсутствует. Имеется затворная задержка. Рукоятка заряжания расположена с правой стороны затворной рамы. Возможные режимы стрельбы — одиночные, очереди с отсечкой по 3 патрона, непрерывные очереди. Предохранитель-переводчик режимов стрельбы расположен слева над пистолетной рукояткой. Складной вправо приклад и фурнитура выполнены из пластика. Ствольная коробка состоит из двух алюминиевых половин, крепящихся друг к другу поперечным штифтом. Автоматы поздних выпусков оснащаются дополнительными планками Пикатинни. Возможно использование сошек, штык-ножа и 40-мм подствольного гранатомёта К201. 

## Варианты
- K-2 — базовый вариант.
  - DR-100 — гражданский самозарядный вариант со складным прикладом, использующий патрон. 5.56×45 NATO .
  - DR-200 — гражданский самозарядный вариант с фиксированным прикладом, использующий патрон. 5.56×45 NATO.
  - DR-300 — гражданский самозарядный вариант с фиксированным прикладом, использующий патрон 7,62×39 мм.
- K-2C - модель 2012 года, компактная версия автомата К-2, в июле 2014 года первые образцы поступили на испытания в армейские спецподразделения[1]

## Страны-эксплуатанты
- Республика Корея[2]
- Камбоджа - небольшое количество было закуплено для государственных структур (по официальным данным ООН, в 2010 году были куплены 7 автоматов К2[3], в 2013 году - 42 автомата К2С[4])
- Нигерия — 30 000 шт. K2 закуплены в 2006 году для полиции[5]
- Сенегал — K2 принят на вооружение в качестве основного автомата армии[6]
- Фиджи - в 2012-2014 гг. 1387 шт.[7] было закуплено для армейских подразделений (используются вместе со стрелковым оружием других систем)

## Галерея

Солдаты ВС Республики Корея с K2
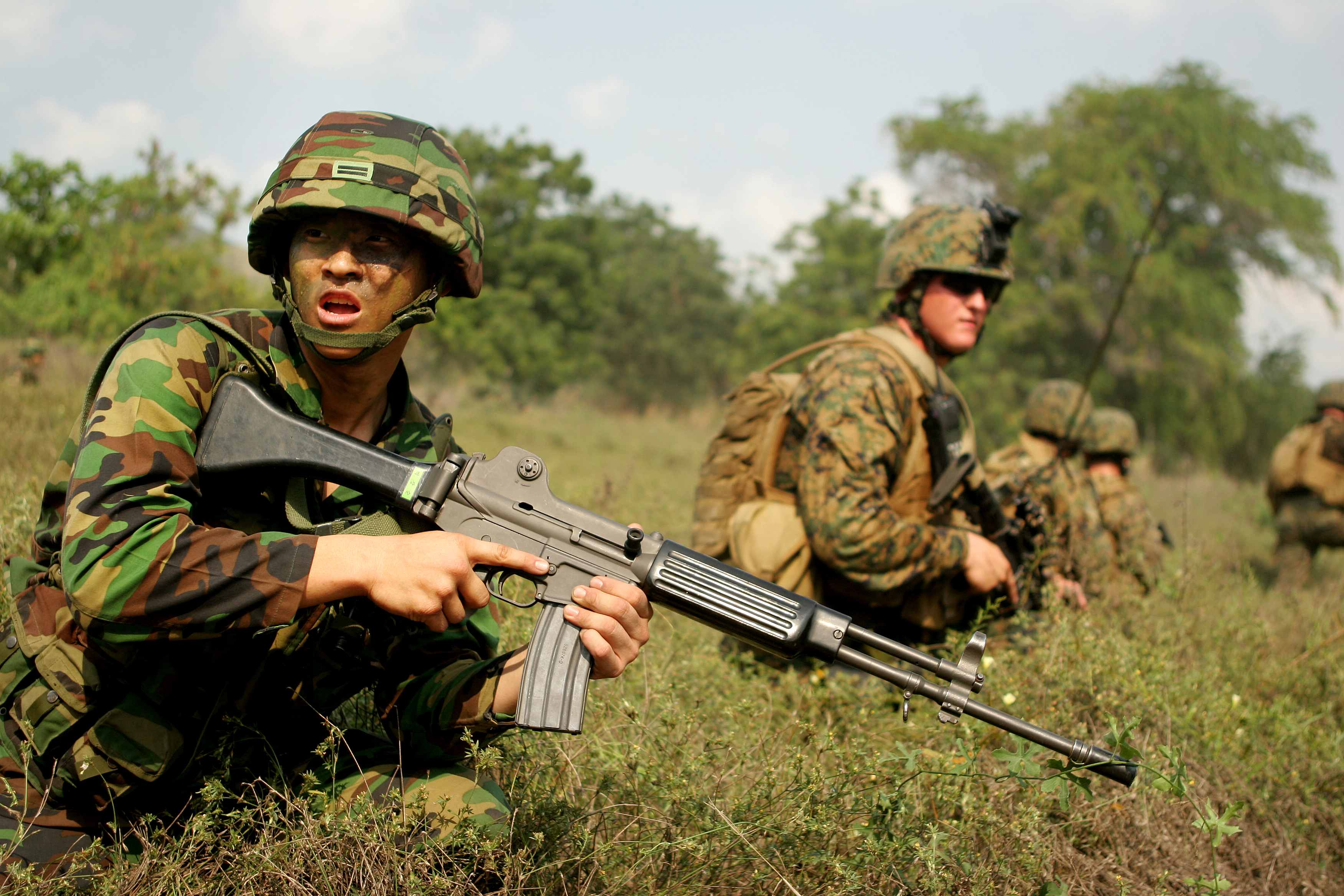
Корейский морпех с K2 вместе с американским из 31-го эомп. 3 февраля 2010
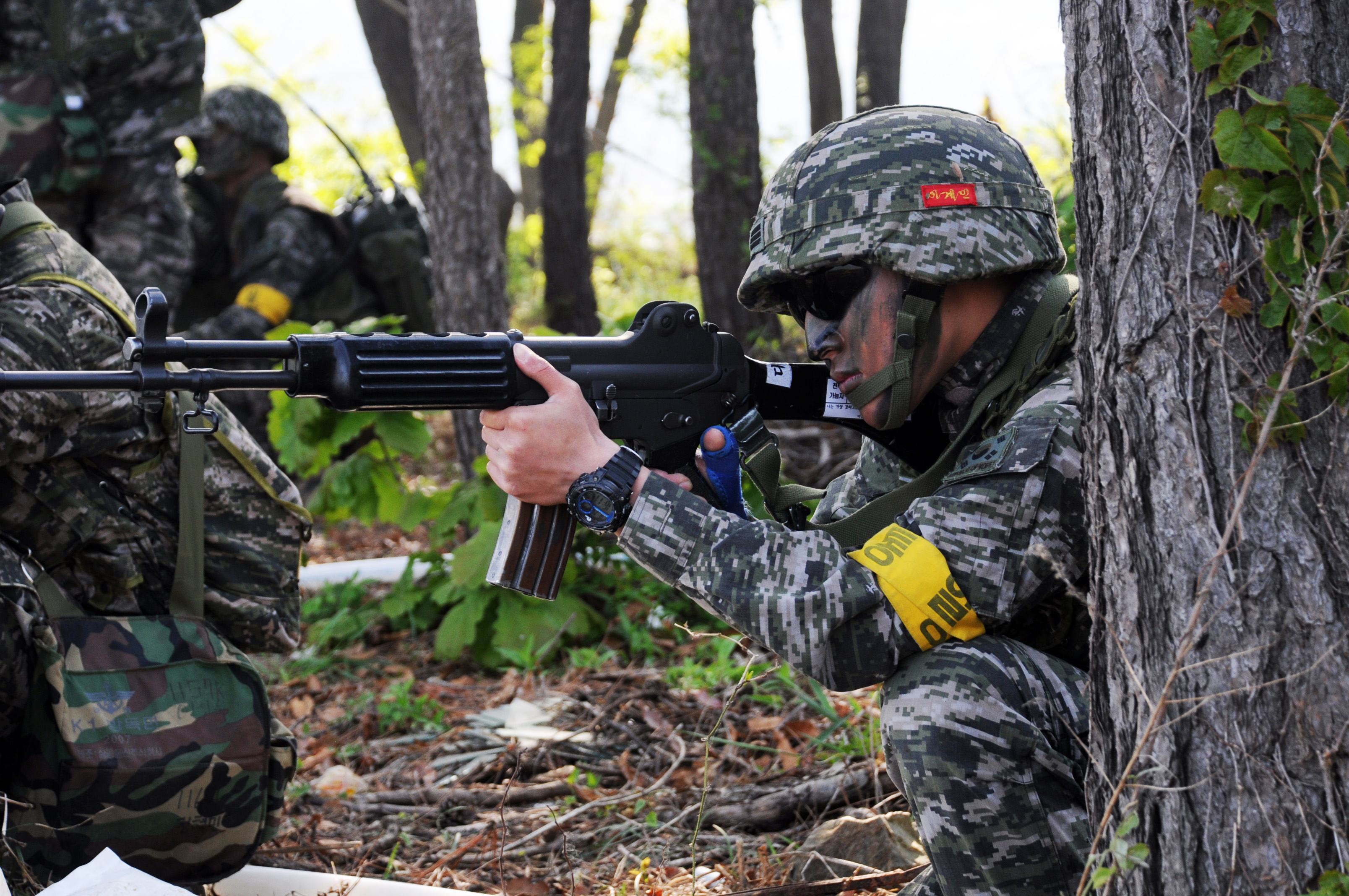
Корейский морпех с K2 на учениях 14 мая 2014 года.
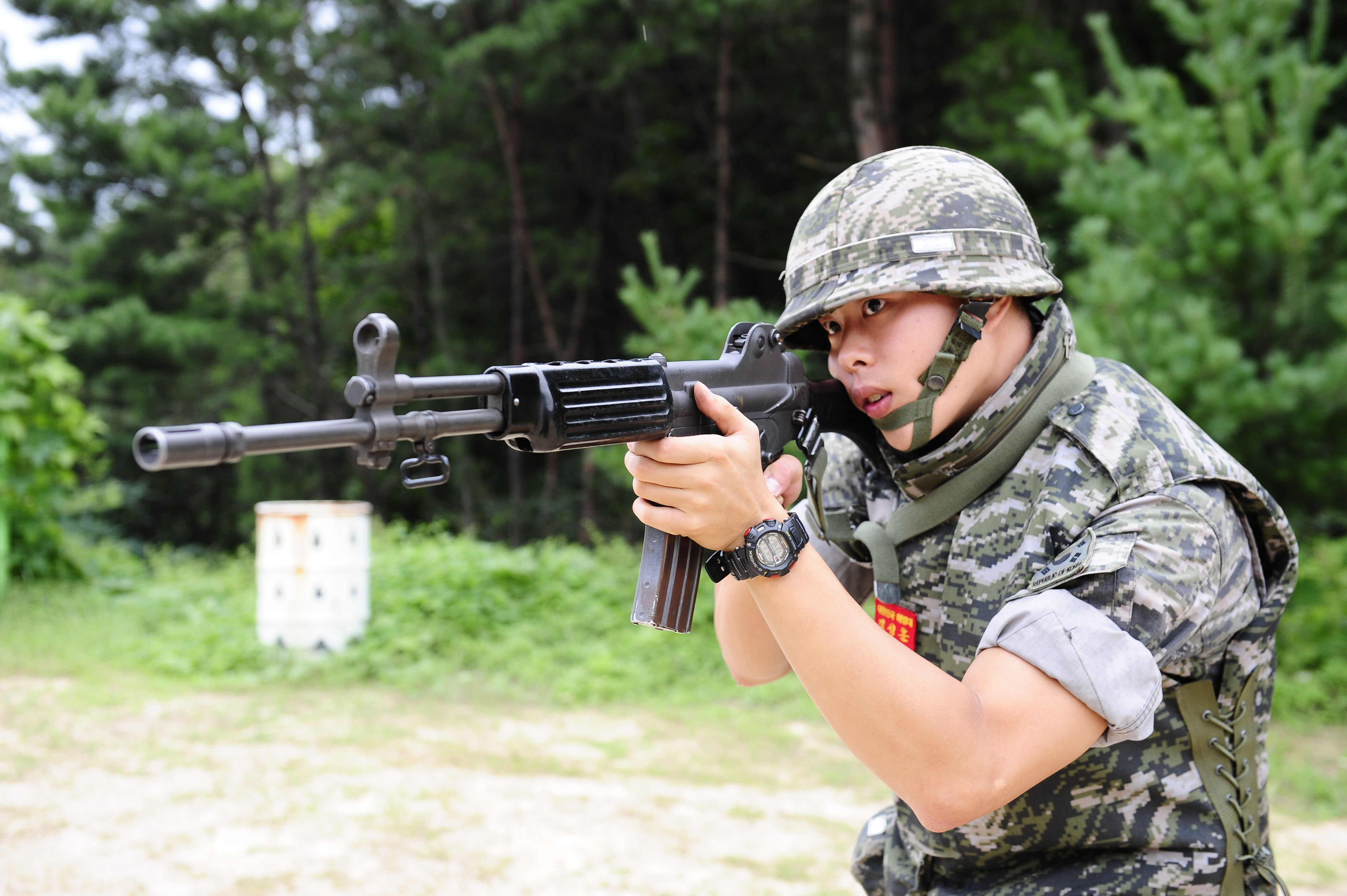
Корейский морпех с K2 в ходе подготовки 26 сентября 2014.
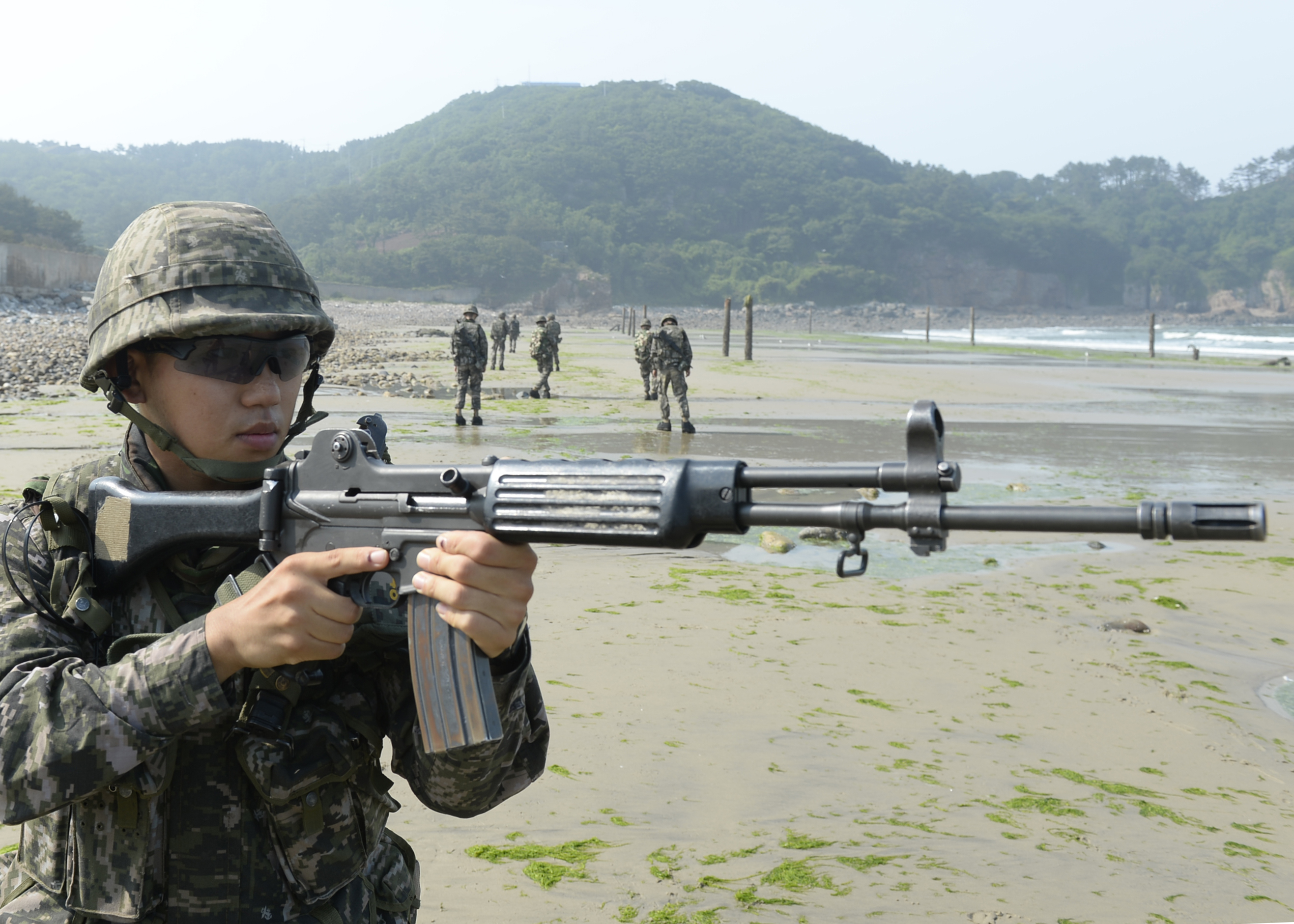
Корейский морпех с K2 в ходе учения по поиску мин. 14 июля 2015